# Hans Henrik Rehbinder
Hans Henrik Rehbinder, född 1645, död 20 november 1700, var en svensk friherre och militär.
Hans Henrik Rehbinder var son till generalmajor Henrik Rehbinder och Hildegard von Yxkull. Han blev kornett vid Åbo läns kavalleriregemente 1670. År 1672 stack Rehbinder ihjäl löjtnanten Jakob Ruuth i en duell, men benådades 1674 från straff. Han blev kapten vid Salpetersjuderiregementet 1674, major vid Carl Sparres skvadron 1676  och överstelöjtnant samma år. Under skånska kriget sårades Rehbinder och fick amputera ett ben. Han gick därefter med ett träben. Rehbinder var 1679–1695 överste och chef för Åbo läns infanteriregemente och 1695–1700 för Karelska kavalleriregementet. Han stupade i slaget vid Narva. Rehbinder ägde Viljakkala med underlydande gods i Kyro med angränsande socknar i Finland, samt i Estland Gross Goldenbeck i Goldenbecks socken, Mönnikorb i Tristfers socken samt Kastfer och Uddewa i Marien-Magdalenen socken.